# Quatro grandes invenções
As quatro grandes invenções (chinês tradicional: 四大發明, chinês simplificado: 四大发明, pinyin: sì dà fāmíng) são a bússola, a impressão, a fabricação de papel e a pólvora. Estas invenções da China antiga são celebradas na cultura chinesa pelo seu significado histórico e servem como símbolos da avançada ciência e tecnologia existente na região.

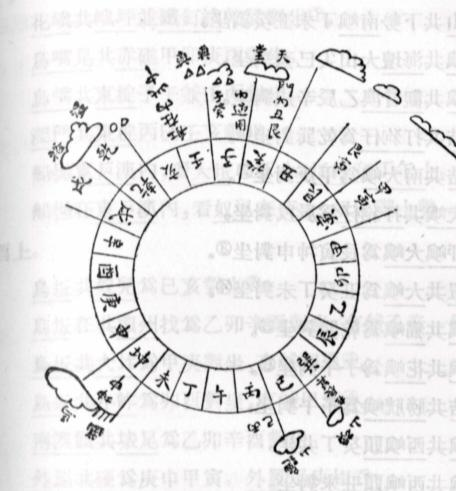
Diagrama da bússola de um marinheiro da dinastia Ming

Essas quatro descobertas tiveram um enorme impacto no desenvolvimento da civilização chinesa e em um amplo impacto global. O filósofo inglês Francis Bacon, deixou escrito suas impressões sobre essas descobertas no Novum Organum:
"Impressão, pólvora e bússola: Estas três mudaram toda a face e o estado das coisas em todo o mundo; a primeira na literatura, a segunda na guerra, a terceira na navegação; de onde se seguiram inúmeras mudanças, tanto que nenhum império, nenhuma seita, nenhuma estrela parece ter exercido maior poder e influência nos assuntos humanos do que essas descobertas mecânicas."
Bússola
Uma bússola de magnetita foi usada na China durante a dinastia Han entre o século II a.C. e o primeiro século, onde foi chamada de "governadora do sul" (司南 sīnán). Não foi usada para navegação, mas sim para geomancia e adivinhação. Durante a maior parte da história chinesa, a bússola que permaneceu em uso estava na forma de uma agulha magnética flutuando em uma tigela de água.  De acordo com Needham, os chineses da Dinastia Song e da Dinastia Yuan continuaram a usar uma bússola seca, embora este tipo nunca tenha se tornado tão amplamente usado na China quanto a bússola molhada.  A bússola seca utilizada na China era uma bússola de suspensão seca, uma estrutura de madeira trabalhada na forma de uma tartaruga pendurada de cabeça para baixo por uma tábua, com o ímã natural selado em cera e, se girado, a agulha na cauda da tartaruga apontaria sempre na direção cardeal setentrional. O desenho chinês da bússola seca suspensa persistiu em uso até o século XVIII.
Impressão
A invenção chinesa da impressão em xilogravura, em algum momento antes do primeiro livro datado de 868 (o Sutra do Diamante), produziu a primeira cultura impressa do mundo. De acordo com A. Hyatt Mayor, curador do Metropolitan Museum of Art, "foram os chineses que realmente descobriram os meios de comunicação que dominariam até a nossa era"
A impressão no norte da China avançou ainda mais no século XI, como foi escrito pelo cientista e estadista da dinastia Song, Shen Kuo (1031-1095), que o artesão comum Bi Sheng (990-1051) inventou a impressão do tipo móvel de cerâmica.
A corte da Dinastia Qing patrocinou enormes projetos de impressão usando a impressão de tipo móvel em blocos de madeira durante o século XVIII. Embora substituída por técnicas de impressão ocidentais, a impressão do tipo móvel de blocos de madeira ainda permanece em uso em comunidades isoladas na China.
Papel

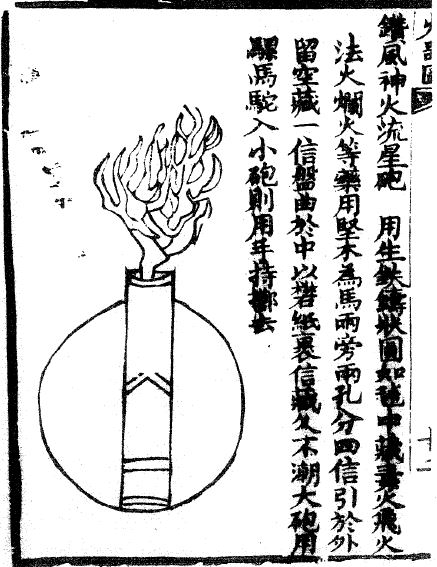
Uma bomba de "meteoro de fogo mágico indo contra o vento", como mostrado no Huolongjing ca. 1350.

A produção de papel tem sido tradicionalmente atribuída à China por volta do ano 105, quando Cai Lun, funcionário da corte imperial durante a Dinastia Han, criou uma folha de papel usando amoreira e outras fibras de entrecasca, junto com redes de arrastão, trapos e resíduos de cânhamo. No entanto, uma recente descoberta arqueológica foi relatada a partir de Gansu de papel com caracteres chineses que datam de 8 aC. No século VI, folhas de papel também estavam começando a ser usadas para fazer papel higiênico. Durante a Dinastia Tang (618-907), o papel foi dobrado e costurado em sacos quadrados para preservar o sabor do chá. A dinastia seguinte, a Song (960-1279), foi o primeiro governo chinês a emitir papel-moeda.
Pólvora
A pólvora foi descoberta no século IX pelos alquimistas chineses em busca de um elixir da imortalidade. Na época em que o tratado da Dinastia Song, Wujing Zongyao (武 经 总 要), foi escrito por Zeng Gongliang e Yang Weide em 1044, as várias fórmulas chinesas para a pólvora continham níveis de nitrato na faixa de 27% a 50%. No final do século XII, as fórmulas chinesas de pólvora tinham um nível de nitrato capaz de estourar através de recipientes de metal de ferro fundido, na forma das primeiras bombas de granadas ocas e cheias de pólvora. Os chineses descobriram como criar explosivos redondos, embalando suas conchas vazias com esta pólvora enriquecida com nitrato. Um tesouro escavado das antigas minas terrestres Ming mostrou que a pólvora misturada estava presente na China em 1370. Há evidências que sugerem que a pólvora pode ter sido usado no leste da Ásia desde o século XIII.
Impacto das Quatro Grandes Invenções no Mundo
Bússola
O impacto da bússola na navegação mundial foi profundo e duradouro. A introdução da bússola na Europa ocorreu no século XIII, durante o período das grandes navegações. Navegadores como Vasco da Gama e Cristóvão Colombo utilizaram bússolas para explorar novas rotas marítimas, facilitando a expansão dos impérios europeus e o intercâmbio global de bens e culturas. Em vez da bússola flutuante usada na China antiga, a bússola europeia evoluiu para um modelo de caixa fechado, que era mais robusto para uso em alto-mar e em condições climáticas adversas. A adaptação e aprimoramento da bússola contribuíram para o desenvolvimento de mapas mais precisos e a navegação transoceânica, promovendo a era dos descobrimentos e o comércio global.
Impressão
A invenção da impressão com tipos móveis por Bi Sheng no século XI teve um efeito profundo na disseminação do conhecimento. Na Europa, a invenção de Johannes Gutenberg no século XV ampliou as possibilidades da impressão com tipos móveis, resultando na impressão da Bíblia de Gutenberg e na difusão massiva de textos. Esse avanço facilitou a Reforma Protestante, a Revolução Científica e a ascensão da Era Moderna. A técnica de impressão também teve um impacto significativo na educação e na cultura global, tornando a literatura e as ideias acessíveis a uma audiência muito maior.
Papel
A inovação na produção de papel na China não só transformou a escrita e a documentação, mas também teve um impacto crucial na cultura global. A técnica de produção de papel se espalhou para o mundo islâmico e, posteriormente, para a Europa, por meio de rotas comerciais e conquistas militares. O papel revolucionou a comunicação, a administração e a cultura, substituindo os antigos materiais como pergaminho e papiro. A capacidade de produzir papel de forma mais barata e eficiente permitiu a produção em massa de livros, promovendo a alfabetização e o acesso ao conhecimento.
Pólvora
A pólvora teve um impacto revolucionário nas táticas militares e na engenharia de guerra. O uso de pólvora na China levou ao desenvolvimento de armas de fogo primárias, como os primeiros canhões e foguetes, que posteriormente foram adotados e aprimorados por nações da Ásia Central e da Europa. No século XV, a pólvora estava transformando as batalhas europeias, facilitando o uso de armas de fogo em vez de arcos e flechas, e mudando a natureza da guerra. O desenvolvimento de armas de fogo teve um papel fundamental na ascensão e queda de impérios, e continua a influenciar a tecnologia militar moderna.

## Análise
Ainda que a cultura chinesa seja repleta de listas de conquistas significativas (ex. Quatro Grandes Belezas, Quatro Grandes Romances Clássicos, Quatro Livros e Cinco Clássicos, etc.), o conceito da quatro grandes invenções surgiu no ocidente, e é adaptado da noção intelectual e retórica europeia das Três Grandes Invenções. [p. 147–148] Essa noção espalhou-se rapidamente pela Europa no século XVI e foi adotada por sinologistas e acadêmicos chineses apenas em tempos recentes. A origem das Três Grandes Invenções — sendo elas a prensa tipográfica, as armas de fogo e a bússola náutica — foram originalmente atribuídas à Europa, especificamente à Alemanha, no caso das duas primeiras. Essas invenções eram motivo de honra para europeus modernos, que proclamavam não haver nada similar a elas na Grécia e Roma antigas. Após relatos de missionários portugueses e espanhóis começarem a penetrar o continente europeu a partir da década de 1530, a ideia de que tais invenções já existiam há séculos na China prevaleceu. Quando, em 1620, Francis Bacon escreveu, no Novum Organum que "Impressão, pólvora e bússola: estas três mudaram toda a face e o estado das coisas em todo o mundo; a primeira na literatura, a segunda na guerra, a terceira na navegação [...]", essa ideia já era plenamente difundida dentre a maioria dos europeus instruídos. 
Escritores e acadêmicos ocidentais do século XIX em diante comumente atribuíram essas invenções à China O missionário e sinologista Joseph Edkins (1823–1905), comparando a China com o Japão, dizendo que este, apesar de todas as suas virtudes, não conta com invenções de importância comparável às chinesas. Observações de Edkins sobre as quatro grandes invenções foram mencionadas em um texto de 1859 para a revista Althenaeum, no qual compara a ciência e tecnologia contemporâneas nos dois países. Outros exemplos aparecem em Johnson's New Universal Cyclopædia: A Scientific and Popular Treasury of Useful Knowledge, de 1880; The Chautauquan, de 1887; e pelo sinologista Berthold Laufer, em 1915. Nenhum desses, entretanto, abordou quatro invenções especificamente ou se referiu a elas como "grandes".
No século XX, essa lista foi popularizada e ampliada pelo bioquímico, historiador e sinologista britânico Joseph Needham, que dedicou a segunda metade de sua vida ao estudo da ciência e civilização na China antiga.
Recentemente, estudiosos vêm questionado a importância atribuída às quatro grandes invenções. Chineses, em particular, questionam se é dada uma ênfase excessiva a elas, em detrimento de outras invenções chinesas importantes — argumentando que há outras invenções, talvez mais sofisticadas e de maior impacto na China.
No capítulo "Are the Four Major Inventions the Most Important?" (em tradução livre, “As quatro grandes invenções são as mais importantes?”) de seu livro Ancient Chinese Inventions, o historiador chinês Deng Yinke escreve:
As quatro invenções não resumem, necessariamente, as conquistas da ciência e da tecnologia na China antiga. Elas foram consideradas as mais importantes realizações chinesas nesses campos simplesmente porque tiveram um papel proeminente nas trocas entre o Oriente e o Ocidente e atuaram como uma força dinâmica no desenvolvimento do capitalismo na Europa. Na verdade, os chineses antigos obtiveram muito mais do que as quatro grandes invenções: nas áreas da agricultura, metalurgia do ferro e do cobre, exploração de carvão e petróleo, maquinário, medicina, astronomia, matemática, porcelana, seda e produção de vinho. As diversas invenções e descobertas impulsionaram significativamente as forças produtivas e a vida social da China. Muitas são ao menos tão importantes quanto as quatro invenções, e algumas são ainda mais significativas do que elas.
Em seu discurso político, o secretário geral do Partido Comunista Chinês Xi Jinping com frequência cita as quatro grandes invenções como fonte de orgulho nacional para a China, pelas contribuições históricas do país para a humanidade.(32–33)
Em 2017, o termo “quatro grandes novas invenções” popularizou-se na China em referência ao trem de alta velocidade, o pagamento móvel, o comércio eletrônico e o sistema de bicicletas compartilhadas.(p109) O termo não deve ser interpretado de forma literal, pois, embora essas inovações tenham sido desenvolvidas excepcionalmente na China, nenhuma delas foi originalmente inventada no país.(p109)

## Influência cultural

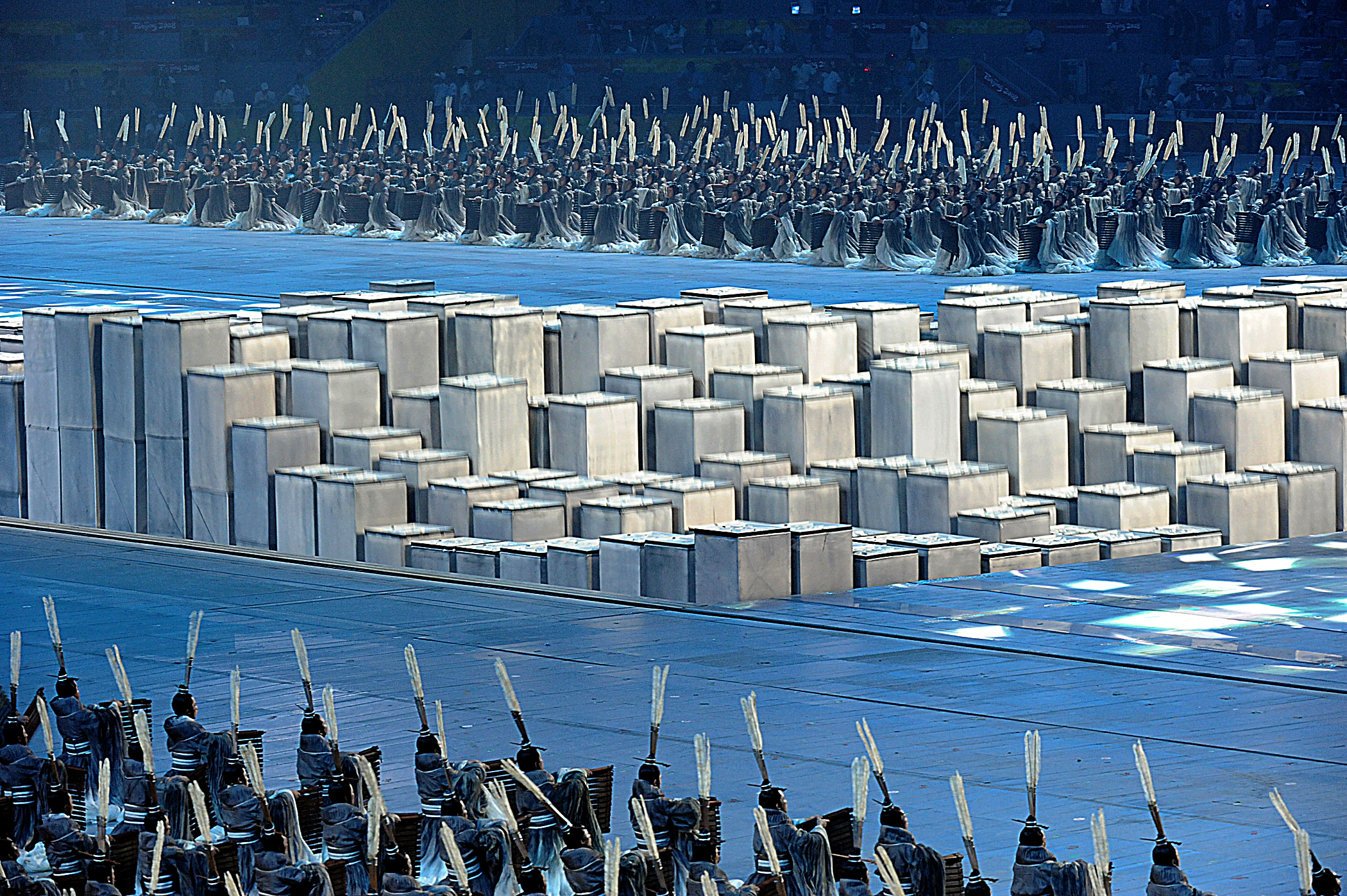
Caixas dançantes representando blocos de tipos móveis de impressão durante a cerimônia de abertura dos Jogos Olímpicos de Verão de 2008.

As quatro grande invenções são significativamente enfatizadas durante a escolarização chinesa e são motivo de orgulho.(p109)
Em 2005, o serviço postal de Hong Kong lançou uma edição especial de selos que retratavam as quatro grandes invenções. A série de selos foi lançada pela primeira vez em 18 de agosto de 2005, durante uma cerimônia em que uma versão ampliada do Envelope de Primeiro Dia foi carimbada. Allan Chiang (Diretor-Geral dos Correios) e o Prof. Chu Ching-wu (presidente da Universidade de Ciência e Tecnologia de Hong Kong) marcaram o evento carimbando pessoalmente o envelope.
As quatro grandes invenções foram um dos temas principais da cerimônia de abertura das Olimpíadas de Versão de 2008, em Pequim.(p273) A feitura do papel foi representada com uma dança de um desenho à tinta em um grande pedaço de papel, e a impressão por uma série de blocos tipográficos dançantes; uma réplica de uma bússola antiga foi mostrada, e a pólvora foi demonstrada por um extenso espetáculo de fogos de artifício durante a apresentação. Uma pesquisa do Centro de Fatos Sociais e Opinião Pública de Pequim revelou que os moradores da cidade consideraram o segmento sobre as quatro grandes invenções a parte mais comovente da cerimônia de abertura.
Em 2009, a UNESCO reconheceu a xilogravura chinesa como Patrimônio Cultural Imaterial da Humanidade.